# C12H8S2
化学式C12H8S2（摩尔质量：216.32 g/mol）可能指：
- 噻蒽，CAS号：92-85-3
- 二苯并噻吩-4-硫酚，CAS号：82884-38-6
- 5-(3-丁烯-1-炔基)-2,2'-联噻吩，CAS号：1134-61-8

|  | 这个同类索引页列出了具有相同分子式的化学物（即同分異構體）条目。 除非您是有意链接至本页，否则应将相应条目的内部链接指向正确的条目。 |